# Sagittaria australis
Sagittaria australis är en svaltingväxtart som först beskrevs av Jared Gage Smith, och fick sitt nu gällande namn av John Kunkel Small. Sagittaria australis ingår i släktet pilbladssläktet, och familjen svaltingväxter. Inga underarter finns listade.